# Gorući brod (fraktal)
Gorući brod je fraktal kojeg su opisali Mihajl Mihelič i Oto E. Resler 1992. godine. Konstruiše se na sličan način kao i Julijin skup: za svaku se tačku kompleksne ravni {\displaystyle z_{0}=x_{0}+y_{0}i} odredi niz tačaka {\displaystyle z_{n+1}=x_{n+1}+y_{n+1}i} tako da je {\displaystyle x_{n+1}=x_{n}^{2}-y_{n}^{2}-x_{0}} i {\displaystyle y_{n+1}=2|x_{n}y_{n}|-y_{0}}. Tačke koje nakon mnogo iteracija konvergiraju jednoj vrijednosti pripadaju skupu, te se oboje jednom bojom. Ostale tačke divergiraju i oboje se različitim nijansama zavisno od toga koliko brzo divergiraju.

## Spoljašnje veze
- Aplikacija za zumiranje Jetra Lauhe, Video (језик: енглески)